# 克劳斯·乌尔班奇克
克劳斯·乌尔班奇克（德語：Klaus Urbanczyk，1940年6月4日—），德国男子足球运动员，司职后卫。他曾代表德国联队参加1964年夏季奥林匹克运动会足球比赛，获得一枚铜牌。